# Дженк Гьонен
Дженк Гьонен (на турски език – Cenk Gönen, роден на 21 февруари 1988 година, Измир, Турция) е професионален турски футболист, вратар, който играе за Бешикташ (2010).

## Клубна кариера
След като прави запомнящ се сезон с отбора на Денизлиспор (2006 – 2007), той е привлечен в Бешикташ, заемайки титулярно място в първия отбор, като трансферната сума за която е привлечен е 1 млн. евро. В новия си клуб Бешикташ прави отлични спасявания но не рядко е в пейката заради другия титулярен вратар Рющю Речбер.
През 2011 е привлечен и в турския национален отбор!